# Pachyphytum oviferum

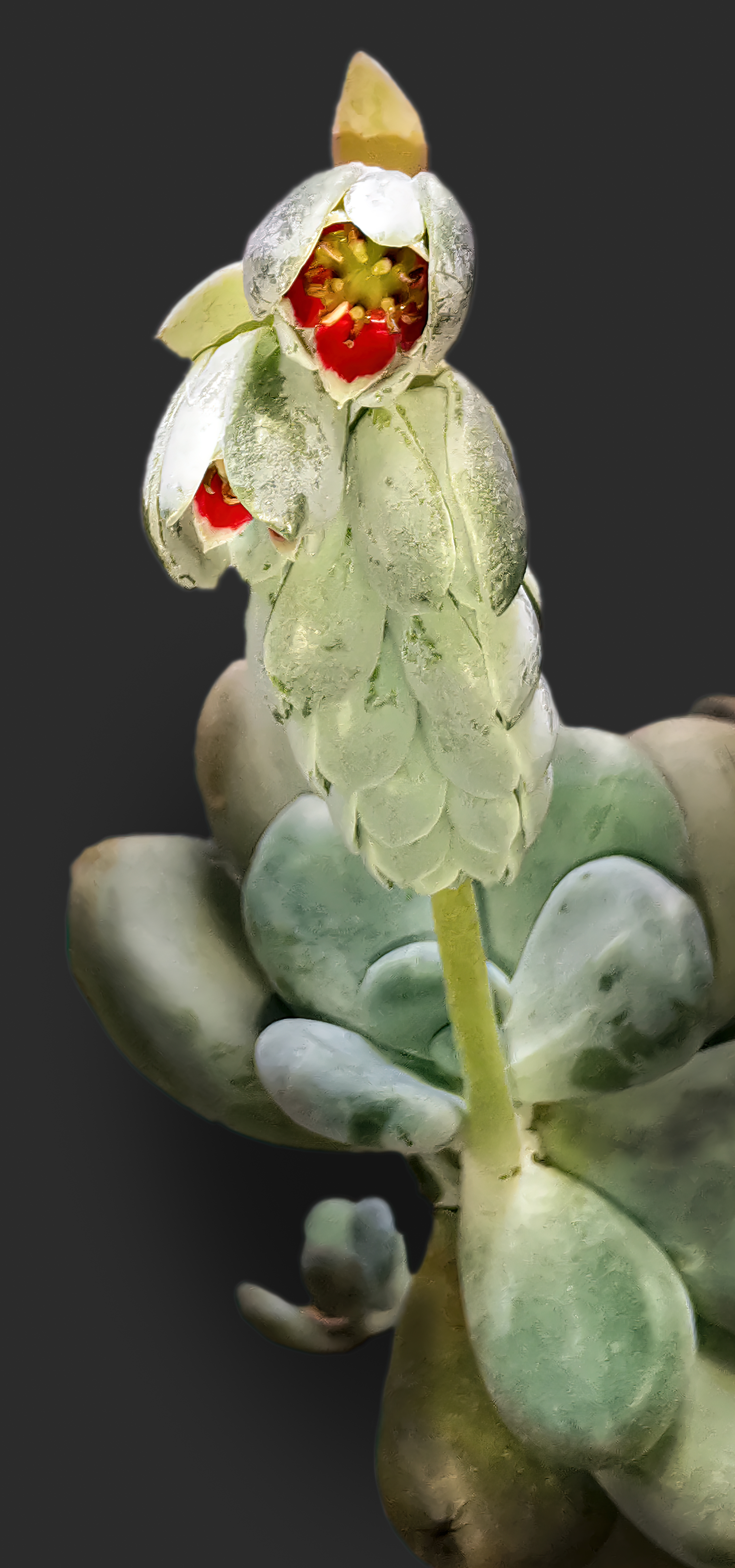
Blütendetail

Pachyphytum oviferum ist eine Pflanzenart aus der Gattung der Pachyphytum in der Familie der Dickblattgewächse (Crassulaceae). Das Artepitheton oviferum bedeutet „eiertragend“ (lat. ovum „Ei“ und ferum „tragend“).

## Beschreibung
Die jungen Triebe von Pachyphytum oviferum stehen zuerst aufrecht und sind später niederliegend bis hängend. Dabei werden sie bis zu 20 cm lang und erreichen einen Durchmesser von 0,7 bis 1,3 cm. Die Rosetten bestehen aus 12 bis 25 stark gedrängten, bläulich glauk bereiften bis lavendelfarbenen Blättern und werden 6 bis 10 cm im Durchmesser. Die verkehrt eiförmigen bis elliptisch verkehrt eiförmigen, gerundeten und bis 17 mm dicken Blätter werden 3 bis 5 cm lang und 1,8 bis 3 cm breit.
Der blassgrüne oder rötliche Blütenstand wird 3 bis 12 cm lang und bildet am oberen Ende 3 bis 8 sterile Tragblätter aus. An den oberen 3 bis 7 cm erscheinen 7 bis 15 Blüten. Die sich überlappenden, elliptisch verkehrt eiförmigen fertilen Tragblätter sind grünlich weiß gefärbt und werden 12 bis 18 mm lang und 8 bis 15 mm breit. Der zur Spitze hin stark verdickte Blütenstiel wird 2 bis 5 mm lang. Der 13 bis 23 mm lange Kelch erreicht Durchmesser von 10 bis 16 mm und trägt ungleiche Kelchblätter, die 6 bis 20 mm lang und 2 bis 12 mm breit werden. Die Blütenkrone erreicht an der Spitze einen Durchmesser von 10 bis 13 mm und ist innen weiß gefärbt. Sie wird durch die länglichen, 7 bis 10 mm langen und 3 bis 4,5 mm breiten Kronblätter gebildet. Die aufrechten Zipfel der Blütenröhre steigen gegen Ende der Blütezeit von der Mitte her an und sind mit einem gerundeten dunkel purpurrotem Fleck versehen. 4,5 bis 6 mm oberhalb der Kronbasis sind 0,5 bis 1,5 mm große Schuppen an den Kronblättern vorhanden. Die vor den Kronblättern stehenden, gelblich weißen Staubfäden sind auf 2 bis 3 mm Länge mit den Kronblättern verwachsen und werden 5,5 bis 7,5 mm lang. Die gelblichen Nektarschüppchen werden 1,8 bis 2,2 mm breit. Die frei stehenden, gelblich grünen Fruchtblätter werden 4 bis 6 mm lang und 1,75 bis 2,2 mm breit und tragen einen Griffel, der 1 bis 1,25 mm lang wird.
Die Blütezeit ist Mai bis Juni.
Die Chromosomenzahl beträgt {\displaystyle n=33}.

## Verbreitung und Systematik
Pachyphytum oviferum kommt natürlich im mexikanischen Bundesstaat San Luis Potosí auf Felsklippen in Höhenlagen von 1200 Meter vor und ist nur von einem Fundort bekannt.
Die Erstbeschreibung von Joseph Anton Purpus erfolgte 1919 in der Monatsschrift für Kakteenkunde.